# 라 파르키타

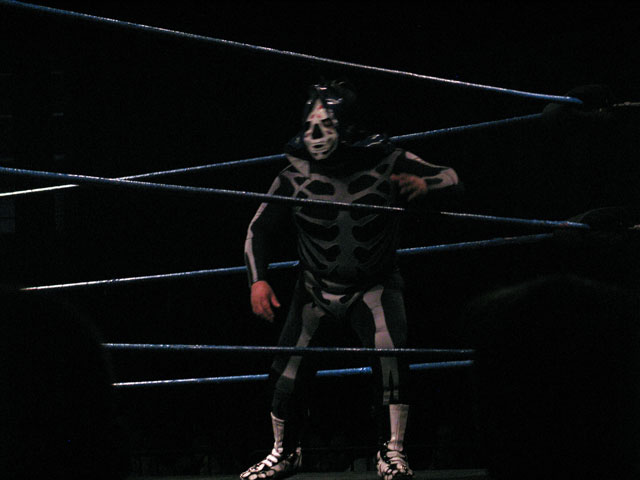

라 파르키타(La Parkita, 1975년 5월 15일 ~ 2009년 6월 29일)는 멕시코의 프로 레슬러다. 1990년 프로 레슬링에 입문하였다.

## 신체
- 1.45 m (4 ft 9 in)
- 60 kg (130 lb)